# Pipistrellus ariel
Pipistrellus ariel är en fladdermusart som beskrevs av Thomas 1904. Pipistrellus ariel ingår i släktet Pipistrellus och familjen läderlappar. IUCN kategoriserar arten globalt som otillräckligt studerad. Inga underarter finns listade i Catalogue of Life.
Djuret blir med svans 68 till 71 mm lång, svanslängden är 30 till 34 mm, underarmarna är 30 till 31 mm långa och öronen är cirka 10 mm stora. Håren som bildar pälsen på ovansidan är svartbruna nära roten och ljus rosabruna till ljusgråa på spetsen. Undersidan är täckt av ljusare päls. Hos Pipistrellus ariel förekommer en ljusbrun flygmembran och svansens spets ligger lite utanför svansflyghuden.
Arten förekommer på västra Arabiska halvön och kanske även i östra Egypten och östra Sudan vid Röda havet. En avskild population hittas på ön Sokotra. Habitatet utgörs av klippiga öknar och halvöknar. Fladdermusen vistas där i oaser och vilar i bergssprickor eller under klippor.